# Chiroxiphia pareola
Chiroxiphia pareola е вид птица от семейство Манакинови (Pipridae).

## Разпространение
Видът е разпространен в Боливия, Бразилия, Венецуела, Гвиана, Еквадор, Колумбия, Перу, Суринам, Тринидад и Тобаго и Френска Гвиана.